# Vítězslav Vobořil
Vítězslav Vobořil va ser un ciclista txecoslovac, d'origen txec, que s'especialitzà en la pista, concretament en el tàndem. Va guanyar tres medalles, dues d'elles d'or, als Campionats del Món de l'especialitat.

## Palmarès
- 1985
  -  Campió del món en Tàndem (amb Roman Rehounek)
- 1986
  -  Campió del món en Tàndem (amb Roman Rehounek)